# Boixcar
Pour les articles homonymes, voir Boix.
 (mars 2018).
Si vous disposez d'ouvrages ou d'articles de référence ou si vous connaissez des sites web de qualité traitant du thème abordé ici, merci de compléter l'article en donnant les références utiles à sa vérifiabilité et en les liant à la section « Notes et références ».
Guillermo Sánchez Boix, né le 3 mai 1917 à Barcelone où il est décédé le 4 février 1964, était un dessinateur espagnol de Barcelone qui signait Boixcar ses œuvres les plus populaires.

## Biographie
Il commence sa carrière au milieu des années 1940. Parmi ses premières bandes dessinées figurent El Caballero Negro (Le Chevalier Noir, 1945), El Puma (1946) et La Vuelta al Mundo de dos Muchachos (Le Tour du Monde de deux Gamins, 1948).
Il devient très populaire avec la série Hazañas Bélicas (Exploits de Guerre, 1re série en 1948, 2me série en 1950, Ediciones Toray). Les récits s'inspirent des événements alors récents de la Seconde Guerre mondiale. Le succès des réalisations de Boixcar décide l'éditeur à mettre sur le marché une autre série, Hazañas Bélicas Extra, avec une augmentation de pages rendue possible par l'engagement de collaborateurs pour alléger la tâche du dessinateur.
Boixcar est à l'aise dans différents types d'histoires comme le montrent ses collaborations aux collections Mundo Futuro (Monde Futur dès 1956), Flecha Negra (Flèche Noire) et Murciélago (Chauve-Souris).
Certaines de ses histoires sont traduites en français par Artima. Les récits de guerre paraissent notamment dans S.O.S en petit format, ceux de science-fiction dans Monde Futur (édition française de Mundo Futuro) et en complément dans Météor, Cosmos et Spoutnik.
En Espagne, Boixcar est toujours considéré comme un maître de la bande dessinée et compte de nombreux fans même dans les nouvelles générations[réf. nécessaire].